# مارك سمنوفيتش بينسكر
مارك سمنوفيتش بينسكر (الروسية: Пинскер, Марк) رياضياتي روسي (ولد في 24 أبريل 1925 وتوفي في 23 ديسمبر 2003) واشتهر في عمله على نظرية المعلومات, نظرية الاحتمال, نظرية الترميز, نظرية إرجوديك, إحصاء رياضي. حائز على وسام ريتشارد هامينغ عام 1996.

## وصلات خارجية
- "Mark Semenovich Pinsker. In Memoriam", Problems of Information Transmission, MAIK Nauka/Interperiodica, Volume 40, Number 1 / January, 2004, pages 1–4. ISSN 0032-9460. English version[وصلة مكسورة]
- Ramesh Rao. "Mark Semenovich Pinsker - On his 70th Birthday", IEEE Information Theory Society Newsletter, September 1995.
- Pinsker Marks Shlemovich (1925–2003) author page at Math-Net.ru
- مارك سمنوفيتش بينسكر في شجرة علماء الرياضيات